# Élections législatives maldiviennes de 2024
Les élections législatives maldiviennes de 2024 se déroulent le 21 avril 2024 afin de pourvoir les 93 membres du Conseil du peuple des Maldives.
Le Congrès national du peuple du président Mohamed Muizzu remporte une large majorité absolue au détriment du Parti démocrate maldivien.

## Contexte

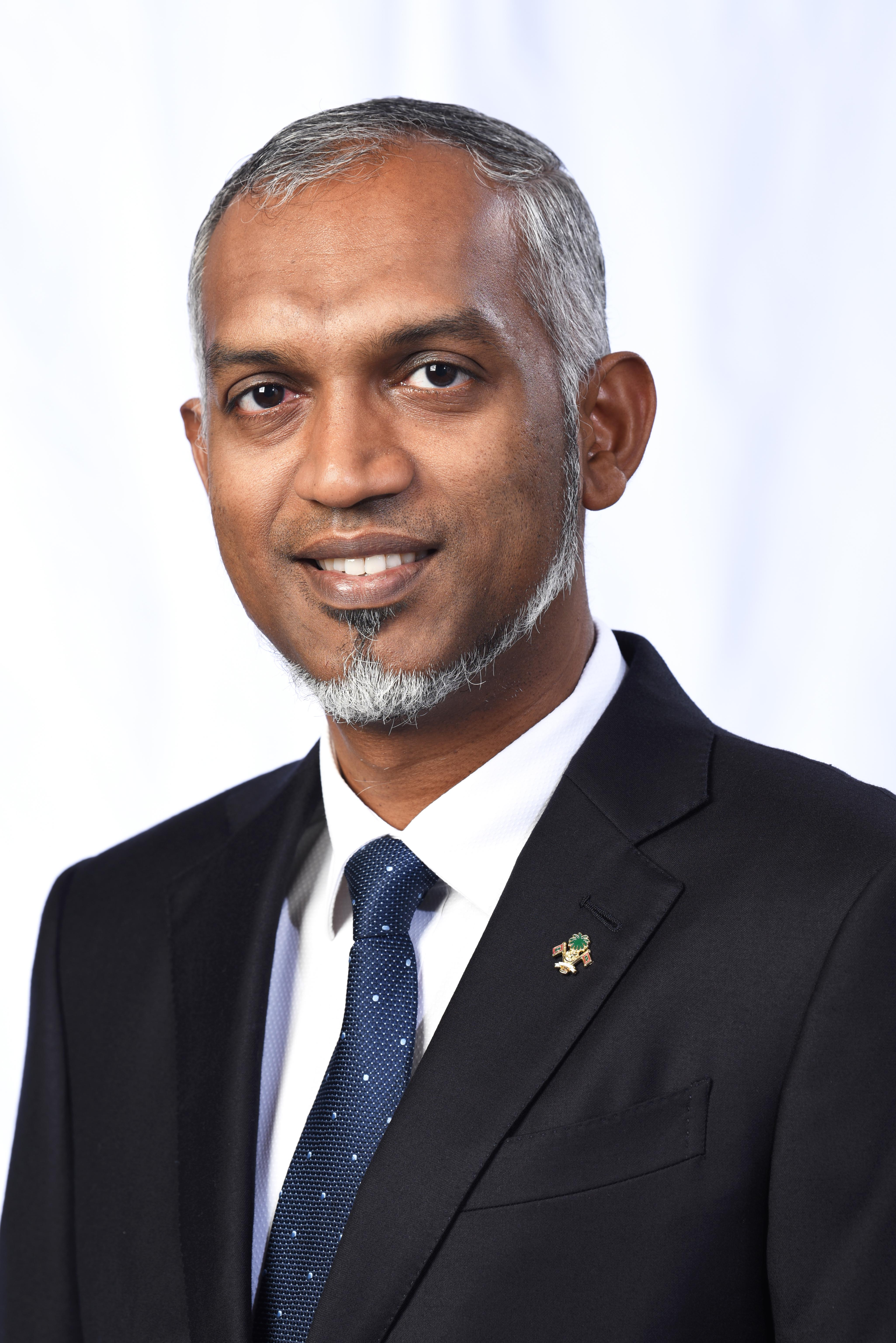
Mohamed Muizzu

Élu lors de l'élection présidentielle maldivienne de 2023 avec l'étiquette du Parti progressiste des Maldives (PPM : droite islamiste conservatrice et autoritaire), Mohamed Muizzu prend ses fonctions le 17 novembre suivant. Une semaine plus tard, Ibrahim Solih prend la tête du Parti démocrate maldivien (MDP, parti centriste et laïque).
Muizzu prend par la suite le contrôle du parti Congrès national populaire (PNC) dont il devient le président le 5 octobre, puis rompt avec le PPM. Ce dernier s'éloigne lui-même d'Abdulla Yameen,, après qu'il a décidé de ne pas assister à l'investiture de Muizzu et que ses partisans ont appelé à la démission du nouveau président, Yameen annonce quitter le parti le 23 novembre. Yameen fonde ensuite le Front national du peuple (PNF), enregistré au nom de son fils Zain Abdulla Yameen du fait de son inéligibilité,.
Le 19 décembre, le président ayant nommé sept députés au gouvernement, l'opposition conduite par le MDP amende la Constitution pour réduire d'autant le nombre total de parlementaires, ce qui abaisse mécaniquement le nombre de voix à réunir pour atteindre, notamment, la majorité qualifiée permettant de destituer le président et le vice-président. La procédure de destitution est par ailleurs écourtée,. Dix jours plus tard, treize députés du MDP adhèrent au PNC, ce qui prive l'opposition de sa majorité renforcée. Le 31 décembre 2023, le MDP propose le rétablissement de l'interdiction aux députés de changer de parti. La loi est signée le 1er avril par le président Muizzu après son adoption par le Parlement.
Initialement prévu pour le 17 mars, soit en pleine période de ramadan, le scrutin est finalement reporté au 21 avril, dix jours après la fin de celui-ci,. Le PNC se présente aux élections avec le soutien du PPM, qui ne présente pas lui même de candidats. Sûr de sa victoire, le parti présidentiel présente des candidats dans l'ensemble des circonscriptions à l'exception de celles de Maamigili, Meedhoo et Nord Maafannu, où concourent respectivement le président du Parti républicain (JP), Qasim Ibrahim, de l'Alliance pour le développement des Maldives (MDA), Ahmed Siyam, et du Parti national des Maldives (MNP), Mohamed Nazim, par « respect pour ces dirigeants ».

## Système électoral
Le Conseil du peuple est une assemblée unicamérale dotée de 93 sièges pourvus pour cinq ans au scrutin uninominal majoritaire à un tour dans autant de circonscriptions électorales.
Six nouveaux sièges sont à pourvoir par rapport au scrutin précédent, à la suite de la création de six circonscriptions supplémentaires.

## Résultats
Les résultats ci-dessous sont encore préliminaires, le total de votes valides étant notamment incohérent avec la somme des résultats des partis, dans l'attente des résultats définitifs.
|                          |                                                   |         |       |       |        |               |  |  |  |  |  |  |  |  |
| Parti                    | Parti                                             | Votes   | %     | +/-   | Sièges | +/-           |  |  |  |  |  |  |  |  |
|                          | Congrès national du peuple (PNC)                  | 101 120 | 48,06 | 32,31 | 66     | 63            |  |  |  |  |  |  |  |  |
|                          | Parti démocrate maldivien (MDP)                   | 64 650  | 30,73 | 15,10 | 12     | 53            |  |  |  |  |  |  |  |  |
|                          | Les Démocrates (DEMS)                             | 4 635   | 2,20  | Nv    | 0      | en stagnation |  |  |  |  |  |  |  |  |
|                          | Alliance pour le développement des Maldives (MDA) | 4 071   | 1,93  | 1,23  | 2      | en stagnation |  |  |  |  |  |  |  |  |
|                          | Parti républicain (JP)                            | 3 141   | 1,49  | 9,66  | 1      | 4             |  |  |  |  |  |  |  |  |
|                          | Parti de la justice (AP)                          | 2 538   | 1,21  | 0,89  | 0      | en stagnation |  |  |  |  |  |  |  |  |
|                          | Parti national des Maldives (MNP)                 | 1 060   | 0,50  | Nv    | 1      | 1             |  |  |  |  |  |  |  |  |
|                          | Indépendants                                      | 29 175  | 13,87 | 7,68  | 11     | 4             |  |  |  |  |  |  |  |  |
|                          |                                                   |         |       |       |        |               |  |  |  |  |  |  |  |  |
| Votes valides            | Votes valides                                     | 169 023 | 98,25 |       |        |               |  |  |  |  |  |  |  |  |
| Votes blancs et nuls     | Votes blancs et nuls                              | 3 010   | 1,75  |       |        |               |  |  |  |  |  |  |  |  |
| Total                    | Total                                             | 172 033 | 100   | –     | 93     | 6             |  |  |  |  |  |  |  |  |
| Abstentions              | Abstentions                                       | 112 630 | 39,57 |       |        |               |  |  |  |  |  |  |  |  |
| Inscrits / participation | Inscrits / participation                          | 284 663 | 60,43 |       |        |               |  |  |  |  |  |  |  |  |

## Analyse et conséquences
Le scrutin est une victoire écrasante pour le Congrès national du peuple (PNC), soutenu par le Parti progressiste des Maldives (PPM). Grand gagnant des élections, le président Mohamed Muizzu dispose ainsi d'une solide majorité à l'assemblée, sa coalition ayant réuni non seulement la majorité absolue des sièges, mais également celle qualifiée des deux tiers. Avec 66 sièges sur 93, le PNC obtient également le ralliement de 7 élus indépendants, ce qui lui permet avec 73 sièges d'atteindre la majorité des trois-quarts nécessaire à un amendement de la constitution. Mohamed Muizzu sort par conséquent de près de six mois de paralysie politique, l'opposition ayant jusqu'à présent bloqué ses projets, plusieurs de ses propositions budgétaires ainsi que trois de ses nominations au gouvernement,.
Il s'agit d'une lourde défaite pour le Parti démocrate maldivien (MDP), qui arrive loin en deuxième place et perd la majorité comparable dont il disposait dans la législature sortante. Le MDP perd jusque dans plusieurs de ses fiefs électoraux, dont notamment Malé, Addu et Kulhudhuffushi. Son porte parole, Fayyaz Ismail, reconnait la défaite du parti au soir du scrutin en félicitant le PNC pour sa victoire, tout en promettant de « continuer à lui demander des comptes en tant qu'opposition responsable »,.
La victoire du PNC marque celle du rapprochement des Maldives avec la République populaire de Chine au détriment de l'alliance avec l'allié traditionnel indien poursuivie par le MDP. La population choisit ainsi de soutenir les projets de développement économique du président Muizzu, basé sur l'attribution de nombreux contrats de construction d'infrastructures et d'immobiliers à des entreprises publiques chinoises. Ces derniers avaient provoqué la polémique en raison de l'emplacement des terrains, gagnés sur la mer au détriment des coraux et de la vie marine, source de revenu halieutique et touristique pour la population. Très présent dans la campagne, ce réalignement géopolitique se conclut ainsi au profit de la Chine, en entérinant le départ des troupes indiennes et la signature d'un accord d'assistance militaire sino-maldivien,.